# Gardenissima
Die Südtirol Gardenissima (vom italienischen Namen für Gröden: Val Gardena, ladinisch: Gherdëina) ist ein Skirennen in Gröden, und zwar der längste Riesenslalom der Welt. Jedes Jahr wird die Südtirol Gardenissima im Frühjahr zum Ausklang der Wintersaison veranstaltet. 2016 wurde das Rennen zum 20. Mal durchgeführt. Seit 2014 wird am darauf folgenden Tag die Südtirol Gardenissima Kids veranstaltet, ein 1,9 km langer Riesentorlauf und Förderwettbewerb, von der Seceda Alm bis zur Talstation des Sessellifts Fermeda, bei einem Höhenunterschied von 350 m. Am Rennen können Kinder ab acht Jahren teilnehmen.

## Strecke
Der Start der Südtirol Gardenissima befindet sich auf dem Berg Seceda in 2518 m und verläuft über 6 km hinab zum Ziel im Tal an der Talstation der Umlaufbahn Col Raiser bei Wolkenstein auf 1485 m. Dabei überwinden die Athleten einen Höhenunterschied von 1033 m. Auf der Strecke sind 115 Tore abgesteckt. Der Start erfolgt paarweise, aufgeteilt nach Kategorien. Die Strecke verläuft den ersten Kilometer parallel und läuft dann zu einer einzigen Strecke zusammen. Die beste Fahrzeit beläuft sich auf ca. drei Minuten.

## Reglement
Die Anzahl der Teilnehmer ist auf 650 beschränkt. Da die Teilnahme allen offen ist (Mindestalter: 14 Jahre) und sowohl namhafte Profis aus dem Weltcup-Zirkus sowie Amateure aller Altersklassen teilnehmen, bietet das Rennen eine Gelegenheit sich mit den Besten zu messen. Preise werden in den verschiedensten Kategorien vergeben. Für alle Teilnehmer ist ein Startpaket vorgesehen.

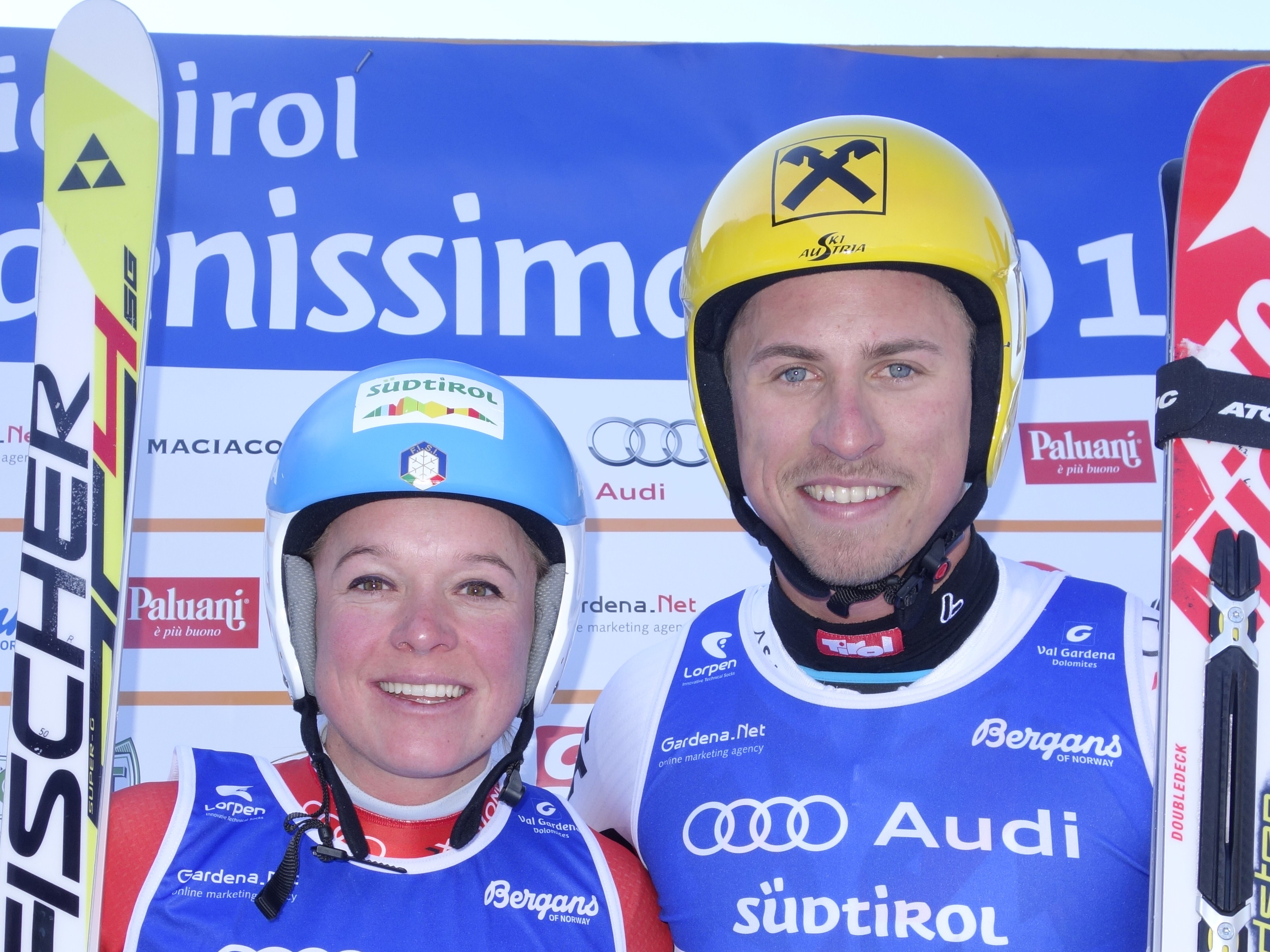
Verena Stuffer und Max Franz, die Gewinner der Südtirol Gardenissima 2015

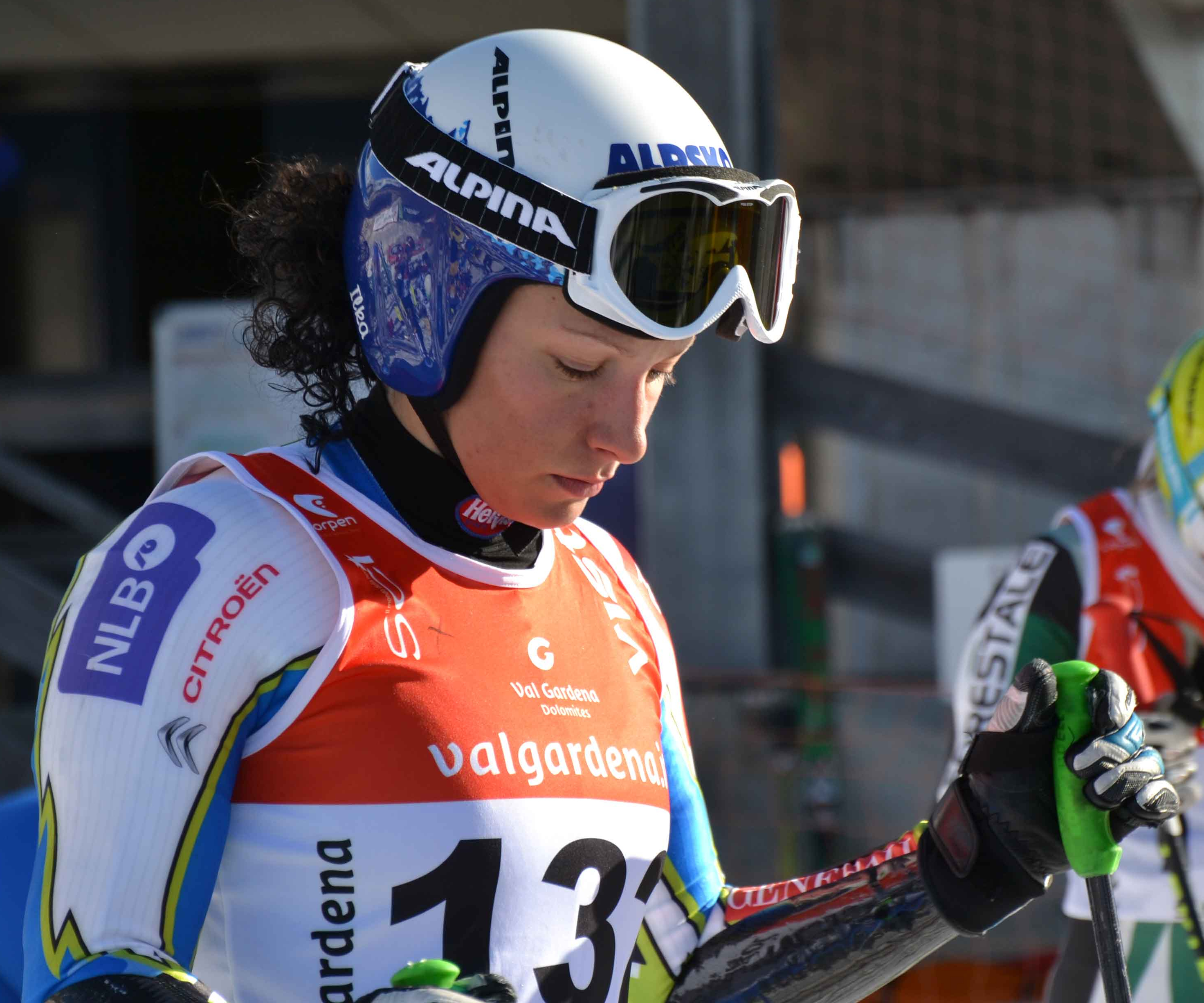
Ilka Štuhec hat viermal in Folge die Südtirol Gardenissima gewonnen

## Podestplatzierungen seit 2010

### Damen
| Jahr | 1. Platz          | 2. Platz                   | 3. Platz                   |
| ---- | ----------------- | -------------------------- | -------------------------- |
| 2010 | Verena Stuffer    | Daniela Merighetti         | Stefanie Köhle             |
| 2011 | Ilka Štuhec       | Stefanie Moser             | Verena Stuffer             |
| 2012 | Ilka Štuhec       | Verena Stuffer             | Lisa Magdalena Agerer      |
| 2013 | Ilka Štuhec       | Verena Stuffer             | Jessica Depauli            |
| 2014 | Ilka Štuhec       | Verena Stuffer             | Stefanie Moser             |
| 2015 | Verena Stuffer    | Julia Grünwald             | María Belén Simari Birkner |
| 2016 | Ilka Štuhec       | Federica Brignone          | Marta Bassino              |
| 2017 | Verena Stuffer    | Nicol Delago               | Nadia Delago               |
| 2018 | Nicol Delago      | Federica Brignone          | Verena Stuffer             |
| 2019 | Federica Brignone | Katrin Hirtl-Stanggaßinger | Martina Willibald          |
| 2022 | Franziska Gritsch | Christina Ager             | Nicol Delago               |
| 2023 | Christina Ager    | Nicol Delago               | Nadia Delago               |
| 2024 | Franziska Gritsch | Elisa Platino              | Katharina Liensberger      |

### Herren
| Jahr | 1. Platz              | 2. Platz            | 3. Platz            |
| ---- | --------------------- | ------------------- | ------------------- |
| 2010 | Ondřej Bank           | Massimo Penasa      | Romed Baumann       |
| 2011 | Romed Baumann         | Massimo Penasa      | Stefan Thanei       |
| 2012 | Hannes Reichelt       | Siegmar Klotz       | Jonas Senoner       |
| 2013 | Hannes Reichelt       | Siegmar Klotz       | Michael Gufler      |
| 2014 | Peter Fill            | Daniel Hemetsberger | Otmar Striedinger   |
| 2015 | Max Franz             | Otmar Striedinger   | Florian Eisath      |
| 2016 | Massimiliano Blardone | Otmar Striedinger   | Luca Senoner        |
| 2017 | Alexander Rabanser    | Luca Senoner        | Jonas Senoner       |
| 2018 | Christof Innerhofer   | Daniel Hemetsberger | Alexander Prast     |
| 2019 | Mattia Casse          | Romed Baumann       | Simon Maurberger    |
| 2022 | Christof Innerhofer   | Otmar Striedinger   | Daniel Hemetsberger |
| 2023 | Daniel Hemetsberger   | Simon Jocher        | Christof Innerhofer |
| 2024 | Christof Innerhofer   | Simon Jocher        | Alexander Schmid    |